# NGC 4885
NGC 4885 ist eine Spiralgalaxie vom Hubble-Typ Sa im Sternbild Jungfrau. Sie ist schätzungsweise 144 Millionen Lichtjahre von der Milchstraße entfernt und hat einen Durchmesser von etwa 25.000 Lj.
Das Objekt wurde am 19. Februar 1830 von John Herschel mit einem 18-Zoll-Spiegelteleskop entdeckt.